# Jinan
Jinan (chinesisch 濟南市 / 济南市, Pinyin Jǐnán Shì, veraltete Transkription: Tsinan Shih) oder veraltet auch: Jinan Fu (chinesisch 濟南府 / 济南府, Pinyin Jǐnán Fǔ, veraltete Transkription: Tsinan Fu, mit "府 / Fǔ" für „Regierungs- bzw. Amtssitz“), ist die Hauptstadt der chinesischen Provinz Shandong und eine der in dieser Provinz zwei, in ganz China 15 provinzunmittelbaren Städte.
Jinan liegt am Gelben Fluss im Zentrum der Provinz Shandong. Jinan ist ein Verkehrsknotenpunkt, es liegt an der Kreuzung der Eisenbahnstrecken Schanghai–Peking und Jinan–Qingdao.
In dem eigentlichen städtischen Siedlungsgebiet von Jinan leben 5.648.162 Menschen (Stand: Volkszählung 2020). In dem gesamten Stadtgebiet lebten zum selben Zeitpunkt über neun Millionen Menschen.
Jinan ist auch Sitz des römisch-katholischen Erzbistums Jinan. Mutterkirche des Erzbistums ist die Herz-Jesu-Kathedrale, die von 1901 bis 1905 erbaut wurde.

## Geographie

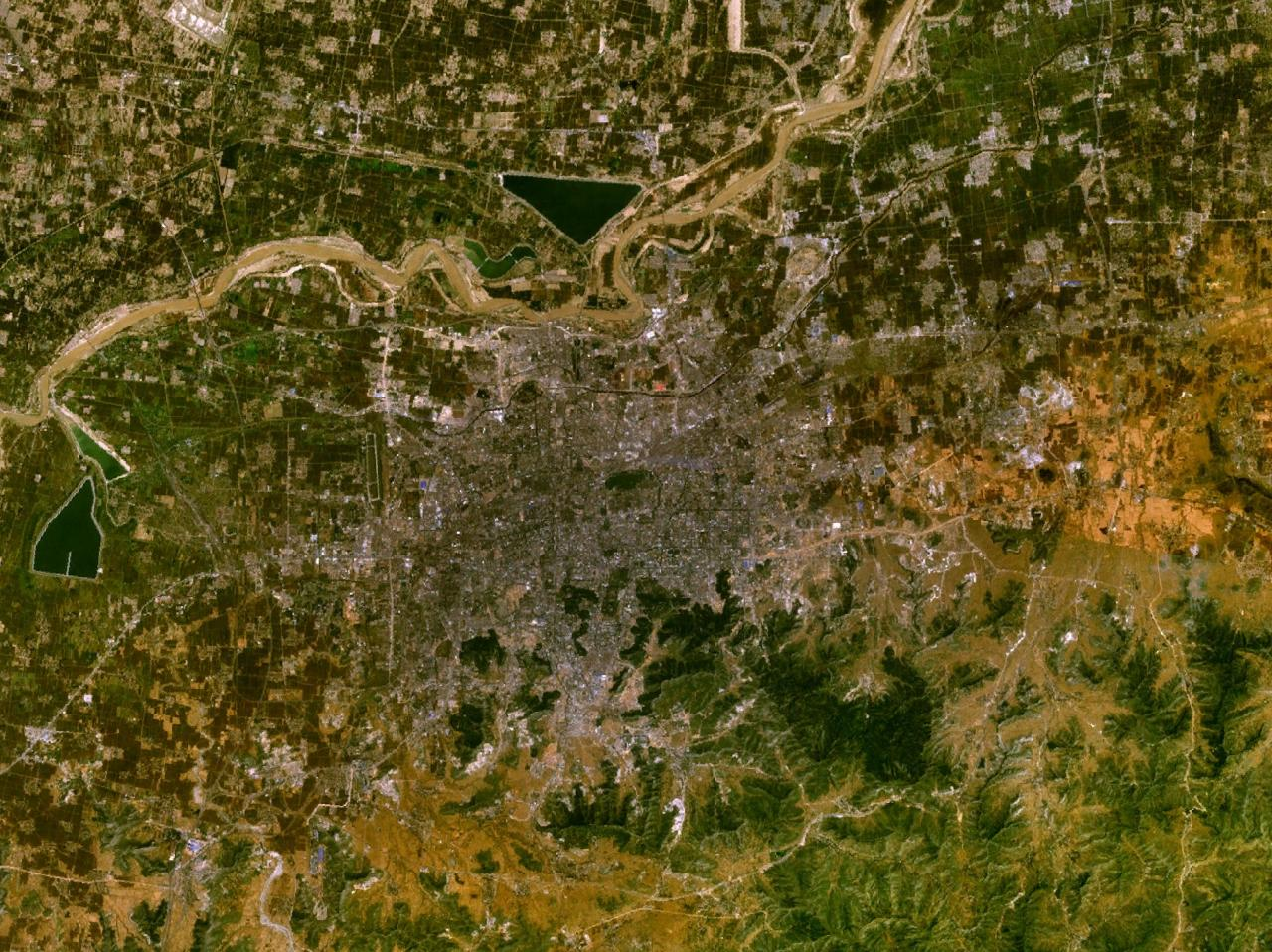
Satellitenbild von Jinan

Jinan liegt in der Mitte der Provinz Shandong auf dem Südufer des Gelben Flusses. Südlich Jinans liegt das Gebirge Tai Shan, westlich liegen Ebenen und östlich liegt Hügelland. Die Gelände-Oberfläche Jinans fällt somit von Süden nach Norden ab und besteht aus dem Uferbereich des gelben Flusses im Norden, einer Ebene in der Mitte und den Nordausläufern des Tai Shan im Süden. Neben dem Gelben Fluss sind der Xiaoqing He und Hai He die wichtigsten Flüsse der Region; der Daming Hu und der Baiyun Hu sind die wichtigsten Seen.

## Klima
Das Klima der Stadt Jinan ist gemäßigt mit vier Jahreszeiten. Die Jahresdurchschnittstemperatur liegt bei 13,9 °C; abhängig vom Standort kann es im Schnitt 1,4 °C wärmer oder kälter sein. Zhangqiu hat das wärmste Klima aller Orte auf dem Territorium von Jinan. Der Kälteste Monat ist der Januar mit durchschnittlich 0,1 °C und der wärmste Monat ist der Juli mit durchschnittlich 28 °C. Die Extreme des Jahres 2017 lagen bei −12,7 °C und 39,2 °C. Im Winter gibt es oft Wind und die Temperaturen liegen normalerweise unter 0 Grad. Im Sommer ist es heiß und es regnet oft.
Die durchschnittlichen Jahresniederschläge Jinans liegen bei etwa 620 Millimetern pro Jahr. Abhängig vom genauen Ort schwanken sie zwischen 448 und 677 Millimetern. Die Niederschlagsmenge im Sommer macht mehr als 70 % des gesamten Jahresniederschlags aus. Die Stadt erhält jährlich im Schnitt etwa 2400 Sonnenstunden, wobei die ortsabhängigen Werte von 2209 bis 2503 Stunden reichen. In den Frühlings- und Wintermonaten fallen die meisten Sonnenstunden an.
|                       | Jan  | Feb  | Mär  | Apr  | Mai  | Jun  | Jul  | Aug  | Sep  | Okt  | Nov  | Dez  |   |      |
| Mittl. Tagesmax. (°C) | 3,4  | 6,1  | 13,1 | 21,1 | 27,7 | 32,1 | 32,1 | 30,7 | 26,9 | 21,2 | 12,8 | 5,7  | ⌀ | 19,5 |
| Mittl. Tagesmin. (°C) | −5,4 | −3,1 | 2,8  | 10,0 | 16,4 | 21,0 | 23,2 | 22,3 | 17,1 | 11,1 | 3,8  | −2,8 | ⌀ | 9,8  |
|                       |      |      |      |      |      |      |      |      |      |      |      |      |   |      |
| Niederschlag (mm)     | 6    | 10   | 16   | 36   | 37   | 74   | 214  | 148  | 61   | 33   | 29   | 8    | Σ | 672  |
|                       |      |      |      |      |      |      |      |      |      |      |      |      |   |      |
| Sonnenstunden (h/d)   | 6,4  | 6,8  | 7,3  | 8,3  | 9,2  | 9,7  | 8,2  | 7,8  | 7,8  | 7,5  | 6,2  | 6,1  | ⌀ | 7,6  |
|                       |      |      |      |      |      |      |      |      |      |      |      |      |   |      |
| Regentage (d)         | 2    | 2    | 3    | 4    | 3    | 5    | 10   | 11   | 4    | 2    | 2    | 3    | Σ | 51   |
|                       |      |      |      |      |      |      |      |      |      |      |      |      |   |      |
| Luftfeuchtigkeit (%)  | 54   | 53   | 49   | 47   | 49   | 55   | 73   | 75   | 65   | 59   | 58   | 56   | ⌀ | 57,8 |

| −5,4 |

| −3,1 |

| 2,8 |

| 10,0 |

| 16,4 |

| 21,0 |

| 23,2 |

| 22,3 |

| 17,1 |

| 11,1 |

| 3,8 |

| −2,8 |

| −5,4 |

| −3,1 |

| 2,8 |

| 10,0 |

| 16,4 |

| 21,0 |

| 23,2 |

| 22,3 |

| 17,1 |

| 11,1 |

| 3,8 |

| −2,8 |

## Name und Geschichte der Stadt
Der Name Jinan ist seit der Han-Dynastie (202 v. Chr. – 220 n. Chr.) bekannt. Zum Ende der Han-Zeit hin war Cao Cao (155–220 n. Chr.), der König von Wei (chin. 魏 Wèi) zur Zeit der Drei Reiche, der oberster Verwalter und Oberhaupt in Jinan.
Der Name der Stadt bedeutet „Ort im Süden des Flusses Ji“. Ji (chin. 濟 / 济 Jǐ, alternativ: 濟 / 済 Jǐ) war der Name des dort einst fließenden Flusses, Nan (chin. 南 Nán) bedeutet Süden. Der Fluss Ji war – neben dem Gelben Fluss (Huang He), dem Jangtsekiang und dem Huai He – einer der vier größten Flüsse in China. Im Jahr 1855 veränderte der Gelbe Fluss wegen einer Flut in der Provinz Henan seinen Lauf. Seitdem ist der Fluss Ji ein Teil des Gelben Flusses. Der Fluss verläuft außerhalb der Kernstadt im Norden. Obwohl der einst namensgebende Fluss nicht mehr existiert, verweisen immer noch viele Ortsnamen neben Jinan, wie zum Beispiel Jiyang, Jiyuan und andere, auf ihn.

## Bevölkerung
Für das Jahresende 2018 wurde eine ansässige Bevölkerung von 7,46 Millionen Einwohnern und eine registrierte Bevölkerung von 6,56 Millionen Einwohnern geschätzt. Beide Werte waren gegenüber dem Vorjahr um etwa 1,9 % gestiegen. Pro Tausend Einwohner wurden 14,6 Kinder geboren und es gab knapp 7 Todesfälle; das resultierende natürliche Bevölkerungswachstum lag bei knapp 0,76 %. Die Bevölkerungszählung des Jahres 2000 hatte eine Gesamtbevölkerung von 5.921.891 Personen in 1.684.786 Haushalten ergeben. Von der Gesamtbevölkerung waren 3.002.142 Männer und 2.919.749 Frauen. Die gleiche Bevölkerungszählung ergab, dass 1.061.869 Personen unter 14 Jahren, 4.377.824 Personen zwischen 15 und 64 Jahren und 482.198 Personen über 65 Jahren in Jinan lebten.
Neben den Han-Chinesen leben Vertreter aller nationalen Minderheiten auf dem Stadtgebiet von Jinan; keine davon hat jedoch eine nennenswerte Größe.

## Administrative Gliederung
Die Stadt Jinan setzt sich seit 2019 aus zehn Stadtbezirken und zwei Kreisen zusammen. Diese sind:
- Stadtbezirke Shizhong, Lixia, Huaiyin, Tianqiao, Licheng, Changqing, Zhangqiu, Jiyang, Laiwu und Gangcheng
- Kreise Pingyin und Shanghe[7]

Obengenannte Verwaltungseinheiten setzen sich auf Gemeindeebene aus 119 Straßenvierteln und 42 Großgemeinden zusammen.
Am 26. Dezember 2018 genehmigte der Staatsrat den Vorschlag der Provinzregierung von Shandong, die bezirksfreie Stadt Laiwu aufzulösen und in die Stadt Jinan zu integrieren. Diese Entscheidung wurde im Jahr 2019 vollzogen, wodurch die beiden Stadtbezirke Laiwu und Gangcheng unter die Verwaltung von Jinan kamen.

## Sehenswürdigkeiten

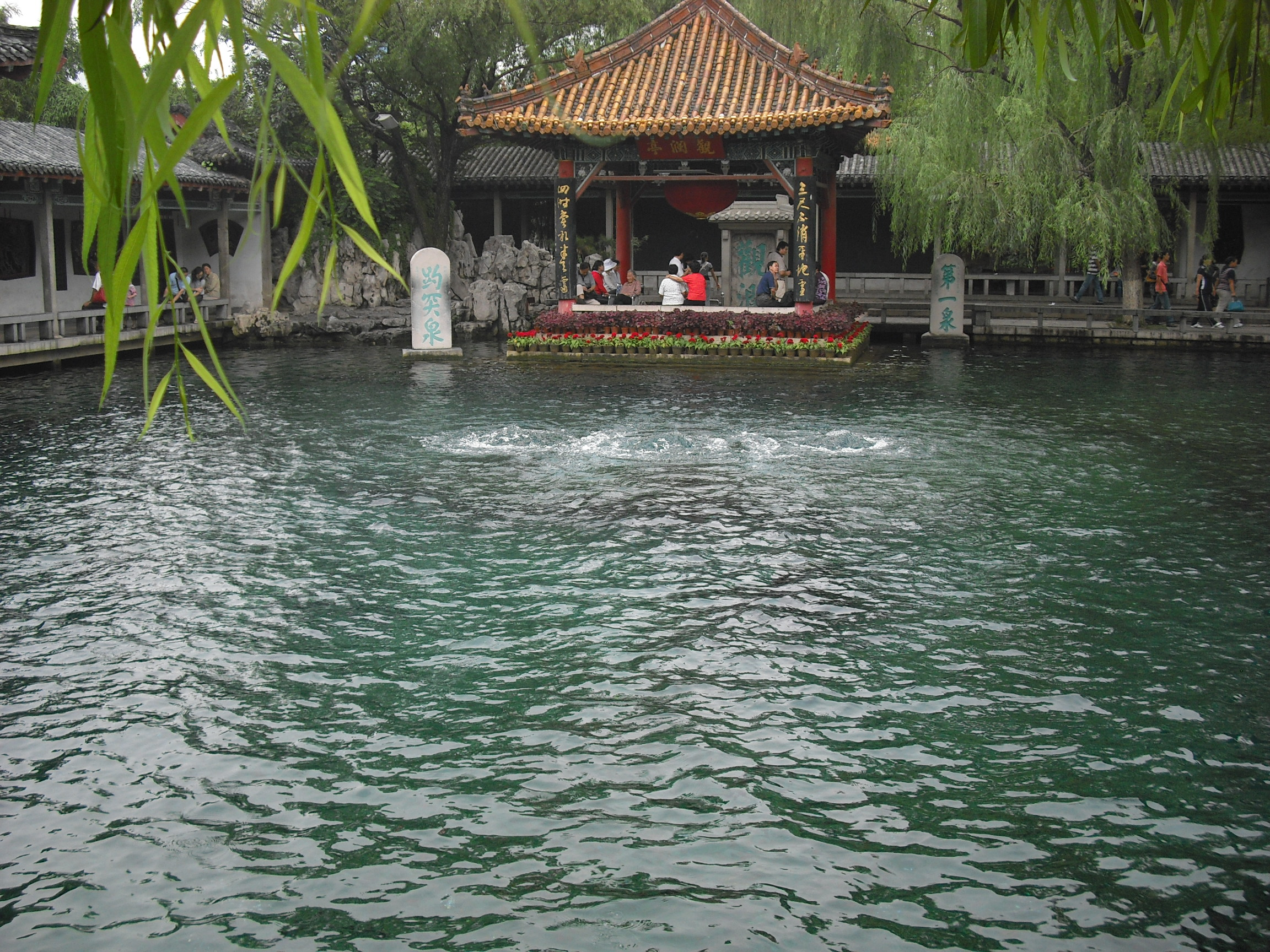
Baotu-Quelle

Neben dem Berg der Tausend-Buddhas (千佛山,  Qianfo Shan) ist Jinan vor allem für seine über 90 Quellen bekannt.
Baotu-Quelle:
Aufgrund ihrer mehr als 3500-jährigen Geschichte ist die Baotu-Quelle (趵突泉,  Bàotū Quán) im Stadtkern von Jinan zu einer regionalen und überregionalen Berühmtheit geworden.

Seit jeher gilt sie in China als Quelle der Inspiration, daher haben sich in der Vergangenheit um die Quelle viele chinesische Schriftsteller niedergelassen, wie zum Beispiel die Dichterin Li Qingzhao.
In Jinan gibt es außerdem den Freizeitpark Oriental Heritage.

## Wirtschaft

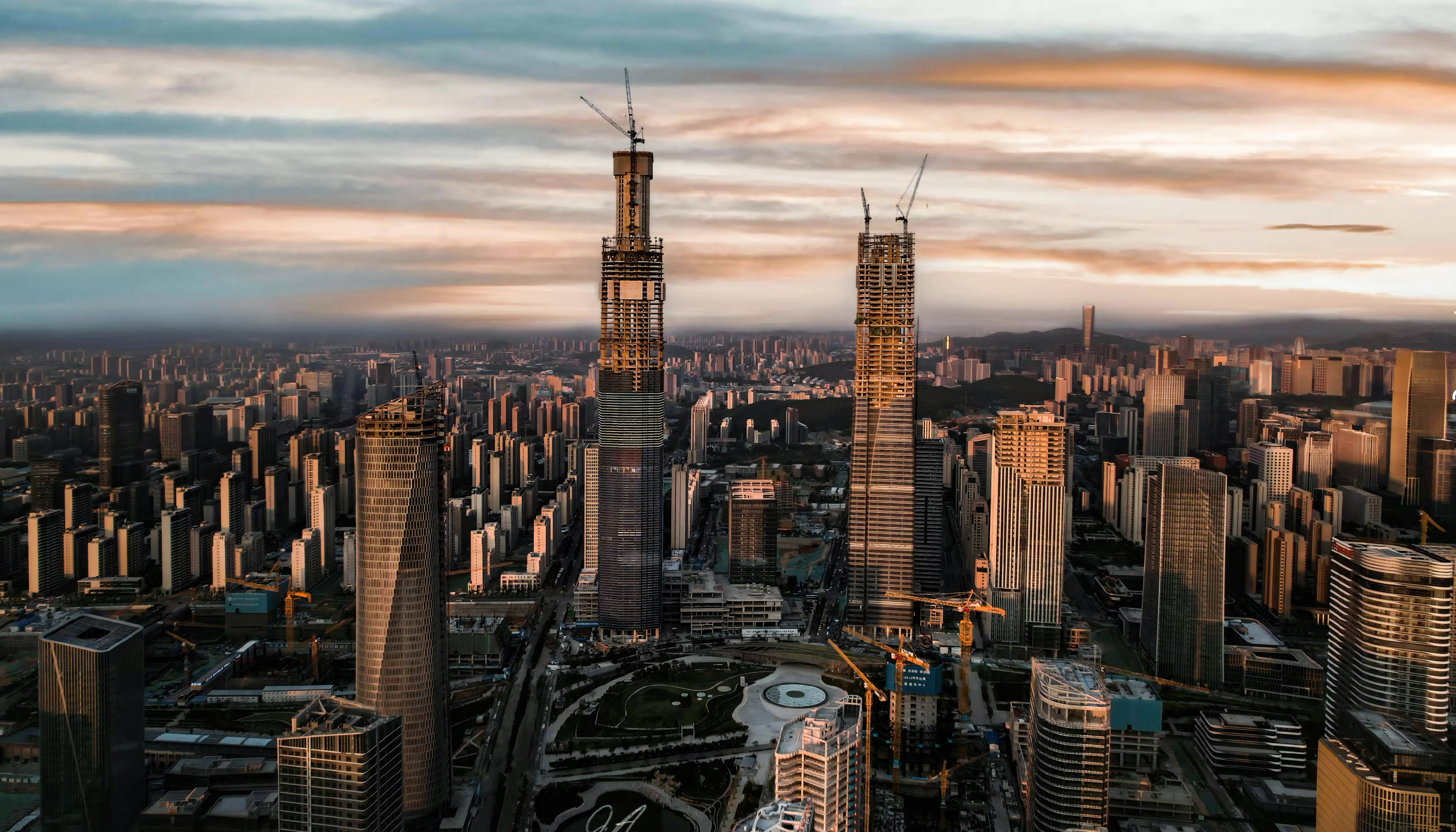
Innenstadt

Laut einer Studie aus dem Jahr 2014 erwirtschafte Jinan ein Bruttoinlandsprodukt von 136,8 Milliarden US-Dollar in Kaufkraftparität. In der Rangliste der wirtschaftsstärksten Metropolregionen weltweit belegte die Stadt damit den 98. Platz. Das BIP pro Kopf liegt bei 19.488 US-Dollar (KKP). In der Stadt waren 3,4 Millionen Arbeitskräfte beschäftigt. Mit 9,2 % jährlich im Zeitraum von 2009 bis 2014 wuchs das BIP pro Kopf schnell.

## Verkehr
Das Straßennetz Jinans hatte im Jahr 2017 eine Länge von 12.638 Kilometern, wovon 488 Kilometer Autobahn waren. Es waren 2,3 Millionen Fahrzeuge registriert. Im gleichen Jahr wurden 386 öffentliche Omnibuslinien mit einer Gesamtlänge von fast 7400 Kilometern betrieben, die 770 Millionen Fahrgäste beförderten.
Bereits 1904 wurde die Schantung-Bahn nach Qingdao und somit zum Pazifischen Ozean eröffnet. Dieser folgten etwa 100 Jahre später zwei zweigleisige, elektrifizierte Schnellfahrstrecken in der gleichen Relation, darunter die Schnellfahrstrecke Qingdao–Taiyuan. Am 26. Dezember 2018 wurde als dritte Schnellfahrstrecke in dieser Relation die Bahnstrecke Qingdao–Jinan (3) eröffnet.
Die erste Linie der U-Bahn Jinan wurde im Jahr 2019 in Betrieb genommen. Langfristig werden neun Linien mit 331 Kilometern Gesamtlänge und 155 Stationen angestrebt. Davon sollen sechs Linien im Stadtgebiet und drei Linien in den Vororten verlaufen.
Der Flughafen Jinan fertigte 2017 127.000 Flüge ab und hatte 16,6 Millionen Fluggäste.

## Wissenschaft und Bildung

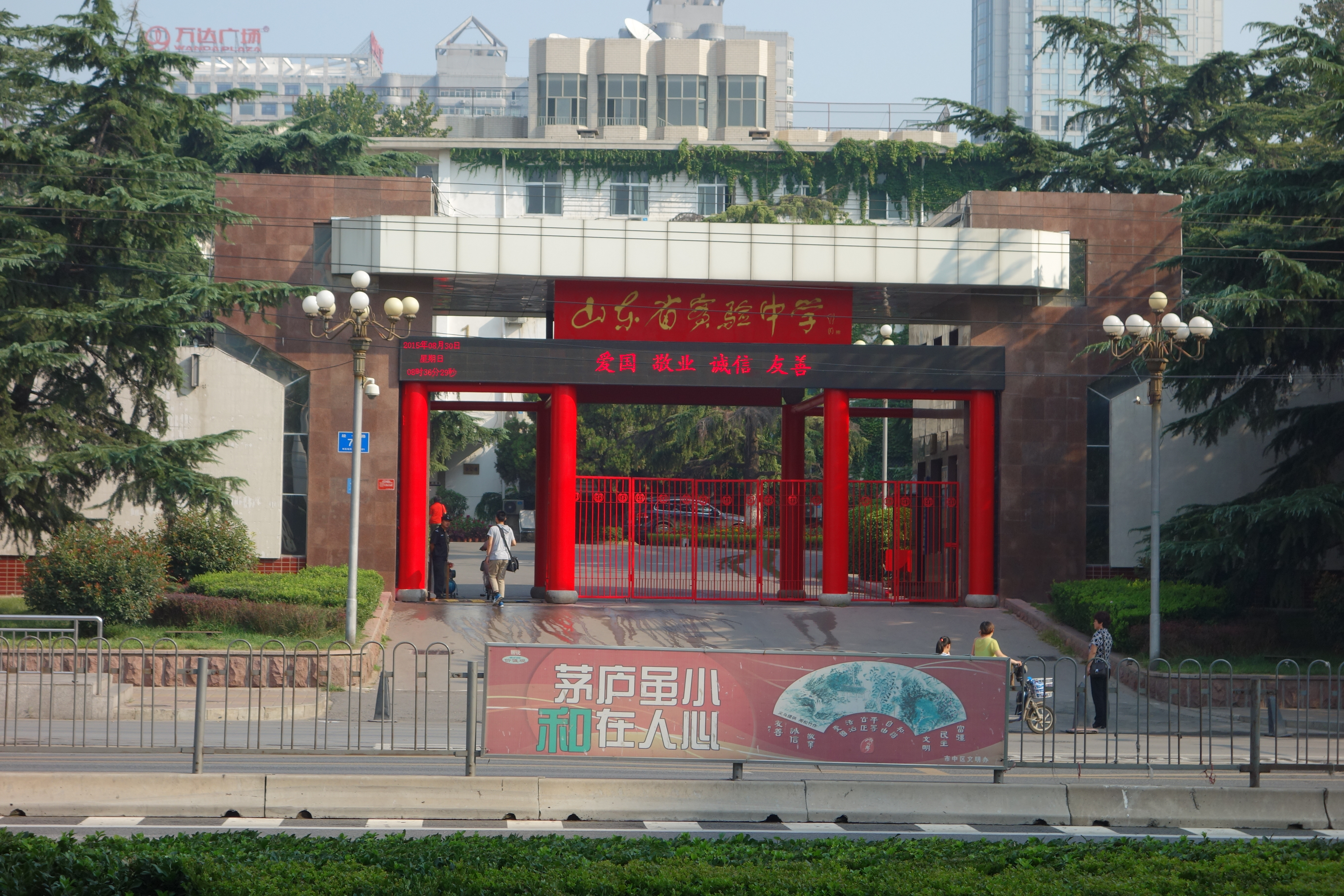
Shandong Experimental-Oberschule

Die Shandong Experimental-Oberschule (chinesisch 山東省實驗中學 / 山东省实验中学, Pinyin Shāndōng Shěng Shíyàn Zhōngxué, Shandong Experimental High School) ist die größte und wichtigste Oberschule der Stadt. Schüler aus allen Kontinenten besuchen sie, insgesamt umfasst sie knapp 5100 Schüler und über 500 Lehrer. Die Schule hat eine Partnerschaft mit dem Holbein-Gymnasium Augsburg, das von 2005 bis 2011 viermal Austausch-Schüler aus Jinan empfing und 2008 erstmals Austausch-Schüler nach Jinan entsandte.
Im August 2015 fand hier der XXII. Internationale Historikertag statt.
Die Shandong-Universität und die Pädagogische Universität Shandong haben ihren Sitz ebenfalls in Jinan.

## Städtepartnerschaften
Partnerstädte sind:
- Wakayama, Japan (seit dem 14. Januar 1983)
- Coventry, Vereinigtes Königreich (seit dem 3. Oktober 1983)
- Yamaguchi, Japan (seit dem 20. September, 1985)
- Sacramento, Vereinigte Staaten (seit dem 29. Mai 1985)
- Regina, Kanada (seit dem 10. August 1987)
- Port Moresby, Papua-Neuguinea (seit dem 28. September 1988)
- Suwon, Südkorea (seit dem 27. Oktober 1993)
- Nischni Nowgorod, Russland (seit dem 25. September 1994)
- İzmit, Türkei (seit dem 5. Februar 1999)
- Vantaa, Finnland (seit dem 27. August 2001)
- Rennes, Frankreich (seit dem 17. Juni 2002)
- Joondalup City, Australien (seit dem 4. September 2004)
- Augsburg, Deutschland (seit dem 10. Oktober 2004)
- Charkiw, Ukraine (seit dem 23. Mai 2007)
- Praia, Kap Verde (seit dem 22. September 2009)

## Persönlichkeiten
- Zheng Zhemin (1924–2021), Physiker, Leiter des Instituts für Mechanik der Chinesischen Akademie der Wissenschaften und Redakteur
- Xiang Meng (* 1981), deutsche Tischtennisspielerin
- Zhang Min (* 1993), Ruderin
- Guo Tianyu (* 1999), Fußballspieler